# Björntjärnen (Vilhelmina socken, Lappland, 715084-155318)
Björntjärnen är en sjö i Vilhelmina kommun i Lappland och ingår i Ångermanälvens huvudavrinningsområde. Sjön har en area på 0,0757 kvadratkilometer och ligger 381,9 meter över havet.

## Delavrinningsområde
Björntjärnen ingår i det delavrinningsområde (715266-155410) som SMHI kallar för Mynnar i Stor-Sämsjön. Medelhöjden är 389 meter över havet och ytan är 23,7 kvadratkilometer. Det finns inga avrinningsområden uppströms utan avrinningsområdet är högsta punkten. Vattendraget som avvattnar avrinningsområdet har biflödesordning 3, vilket innebär att vattnet flödar genom totalt 3 vattendrag innan det når havet efter 247 kilometer. Avrinningsområdet består mestadels av skog (77 procent) och sankmarker (16 procent). Avrinningsområdet har 0,8 kvadratkilometer vattenytor vilket ger det en sjöprocent på 3,4 procent.